# ГЕС Саусаль
ГЕС Саусаль (ісп. Sauzal) — гідроелектростанція в центральній частині Чилі у регіоні Лібертадор-Хенераль-Бернардо-О'Хіггінс (VI Регіон). Знаходячись між ГЕС Coya (вище за течією) та ГЕС Саузаліто, входить до складу каскаду на річці Качапоаль, правому витоку річки Рапел, яка впадає до Тихого океану за 120 км на південний захід від столиці країни Сантьяго.
Ресурс для роботи цієї дериваційної станції відбирається з річки за допомогою каналу, через який наповнюється створений на лівобережжі резервуар з площею поверхні 0,22 км. Від нього прокладений дериваційний шлях, що складається з ряду каналів, тунелів та труб загальною довжиною 13 км, при цьому траса за допомогою перекинутого над річкою водоводу переходить на правий берег Качапоаль. В підсумку ресурс надходить до верхнього балансувального резервуару відкритого типу з площею поверхні 0,35 гектара, глибиною до 16 метрів та об'ємом 30 тис. м3. Звідси до розташованого на березі річки машинного залу прокладено три напірні водоводи діаметром від 2,74 до 3,05 метра та довжиною по 168 метрів.
Основне обладнання станції становлять три турбіни типу Френсіс потужністю по 25,6 МВт, які при напорі у 118 метрів забезпечують виробництво 419 млн кВт-год електроенергії на рік.
Для видача продукції встановлені на станції трансформатори підіймають напругу до 67 кВ.